# Аутригер

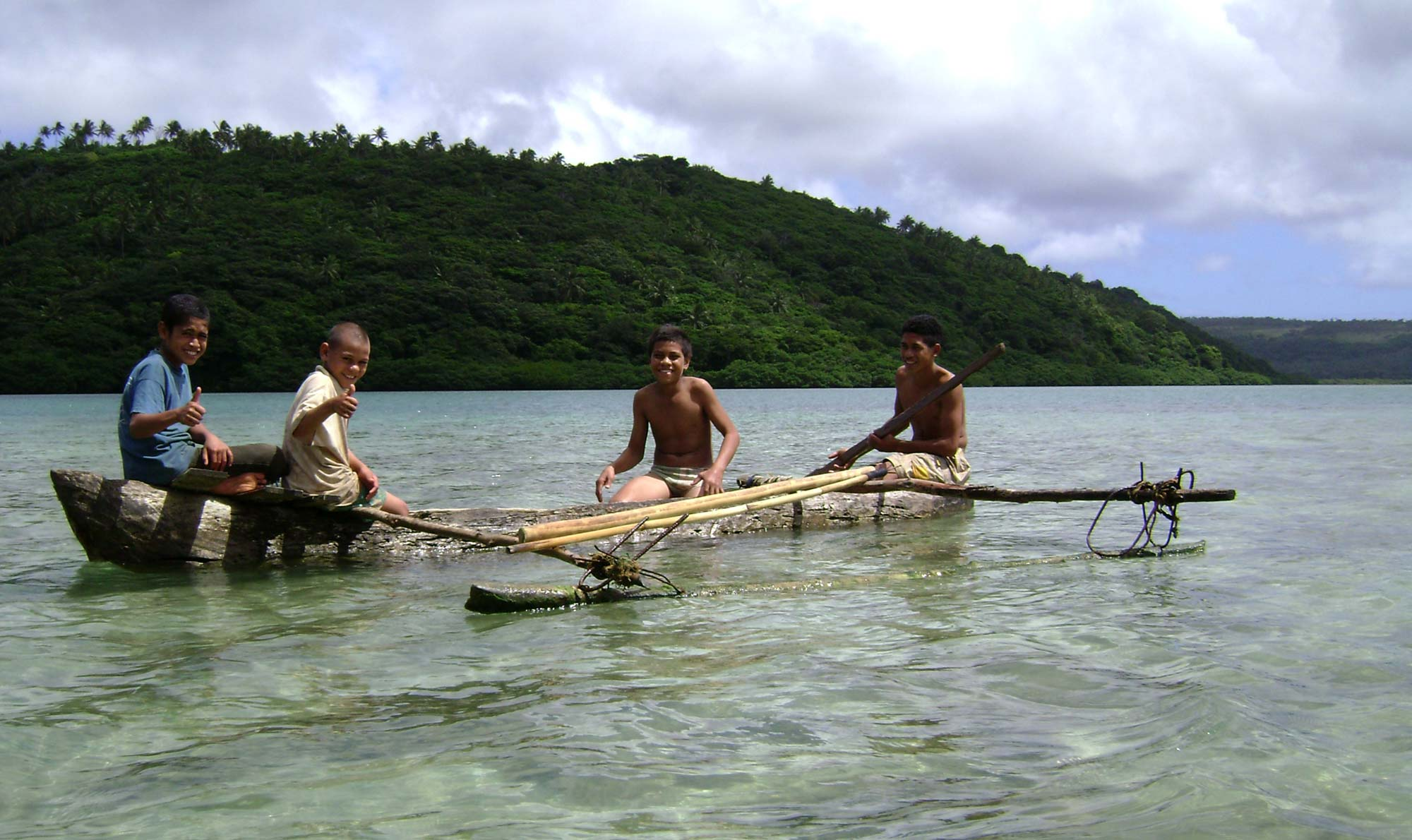
Каноэ с балансиром с Тонга

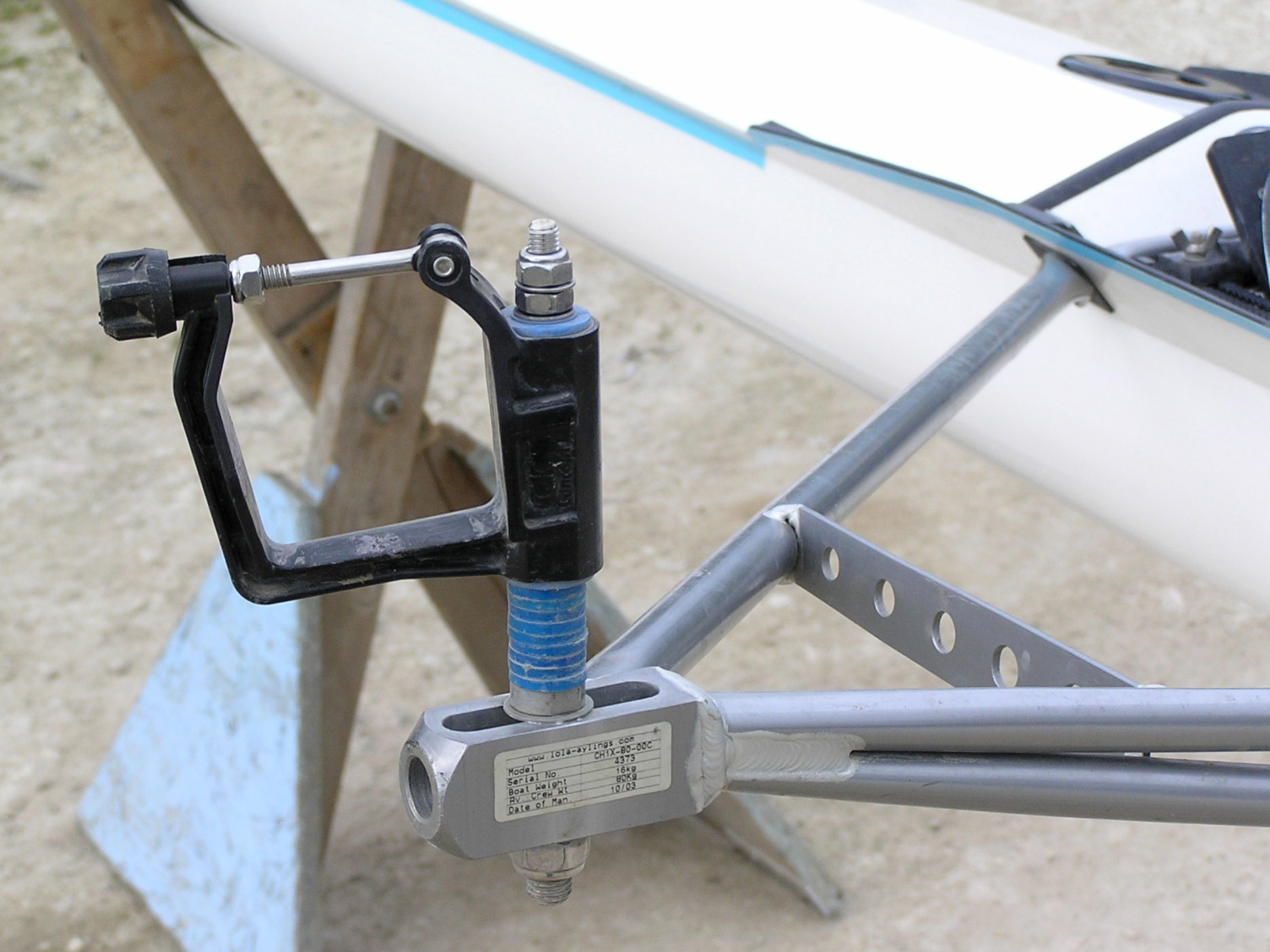
Уключина на аутриггере

Аутри́гер (аутри́ггер) (англ. outrigger) — всякое выдвинутое за борт дерево или балка, выносная опора, выносной элемент.

## В морском деле
Аутриггер или гиг — гребное судно (шлюпка, лодка) с выносными за борт уключинами для вёсел для удобства гребли (на самых узких). Аутриггер (или гиг) — длинная низкобортная и очень узкая лодка (шлюпка), весьма лёгкой постройки, специально назначенная для быстрого хода под вёслами. Бывают для одного, двух, четырёх и шести гребцов. 
Аутригерами или по-русски «балансирами» называют выносные части традиционных лодок, используемых на островах Тихого океана и в Пуэрто-Рико, а также в лодках современных конструкций.
На спортивных гребных лодках «аутригерами» называют выступающие за борт кронштейны с уключинами.
У яхт «аутригером» называют любое приспособление, используемое для проводки такелажа либо для размещения балласта за пределами бортов судна. Возможность применения аутригеров зависит от класса яхты.

## В строительстве, технике
«Аутригерами» называют выносные опоры различной специальной техники, такой как автокраны, автовышки или тракторы различных конструкций. Они предназначены для увеличения площади опоры и повышения, таким образом, устойчивости. Как правило, имеют гидравлический привод. Реже данный термин употребляется для других элементов (консольных балок). Как раз таковыми оснащаются стационарные (приставные) башенные краны, предназначенные для высотного строительства. При строительстве небоскрёбов на аутригерах также могут присутствовать ходки для крановщиков, соединяющие башню крана со строящимся зданием.

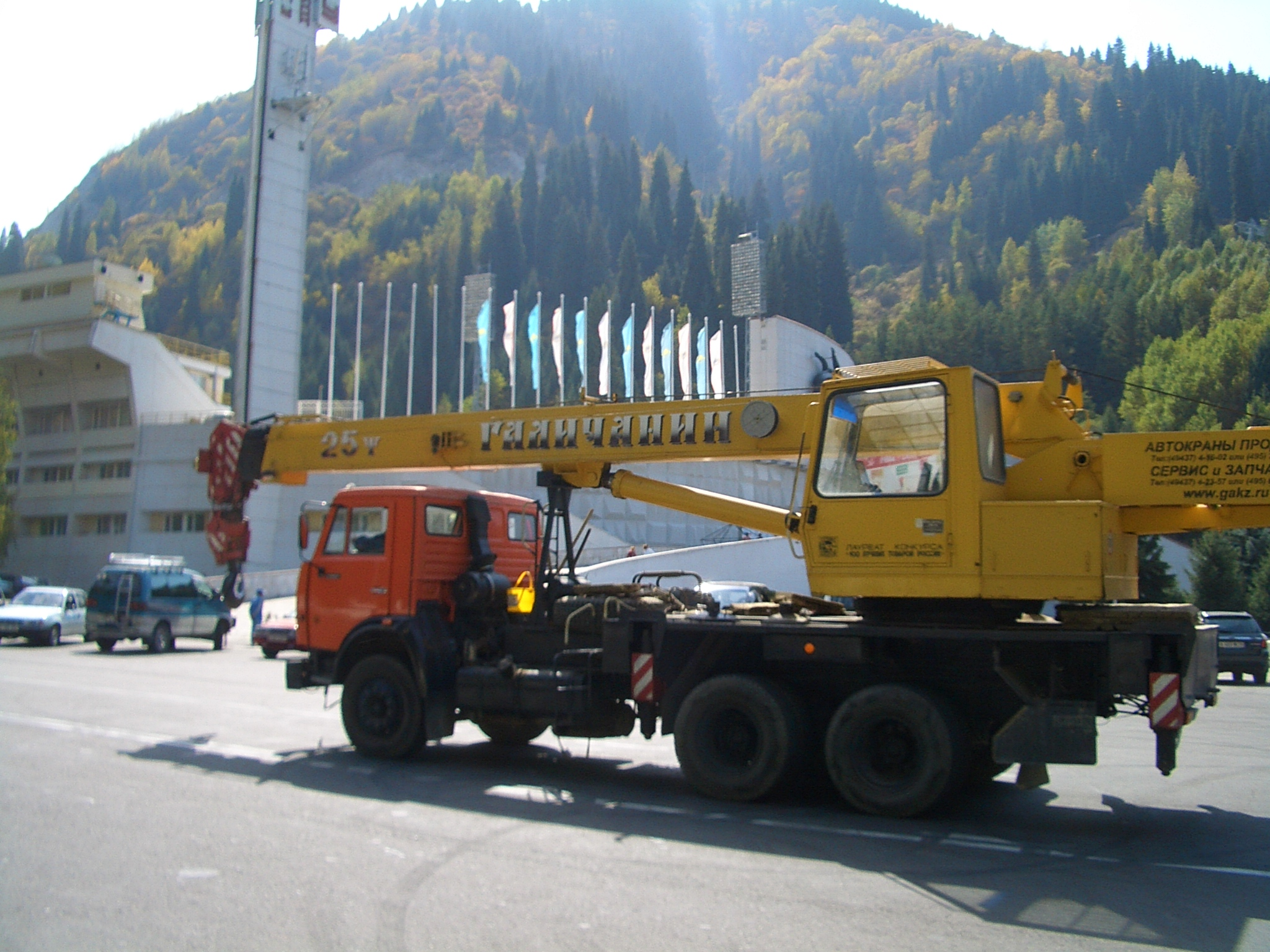
Автокран «Галичанин». Аутригеры расположены в середине и конце машины и задвинуты внутрь. Их торцы окрашены красными и белыми полосами
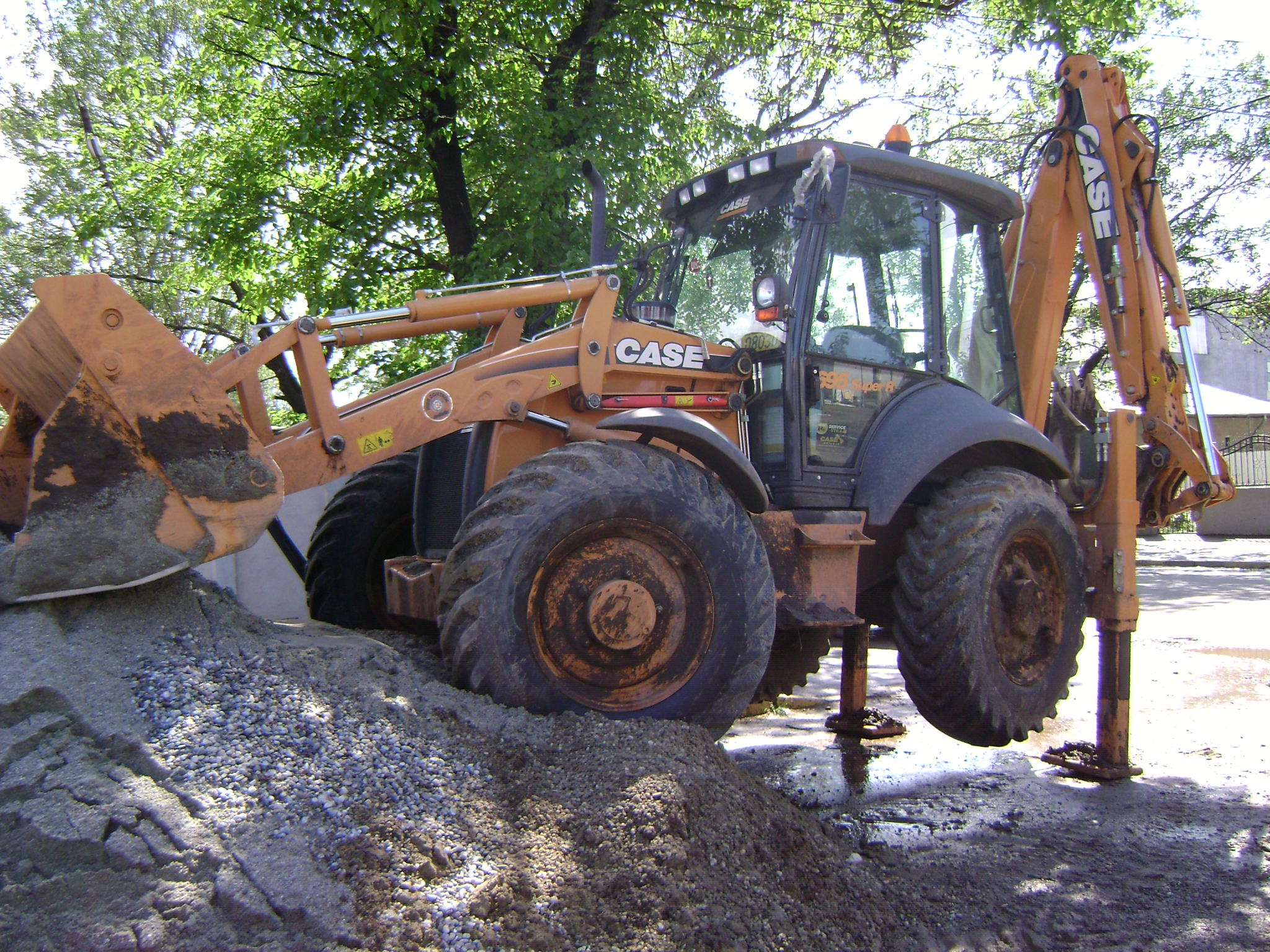
Трактор CASE 695 Super R стоит на аутригерах
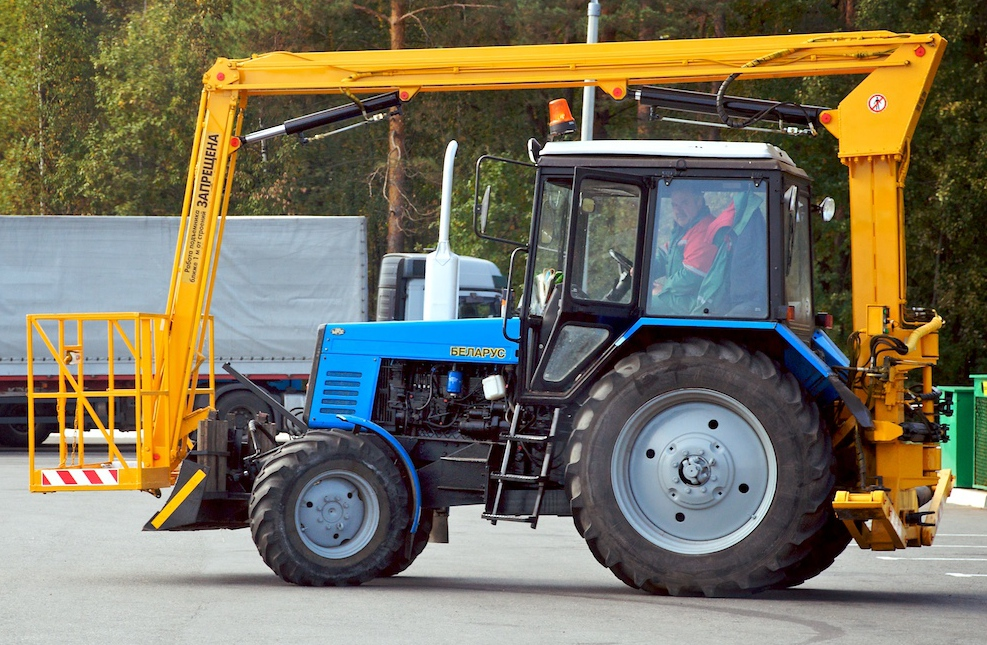
Трактор «Беларус». Аутригеры сзади, подняты
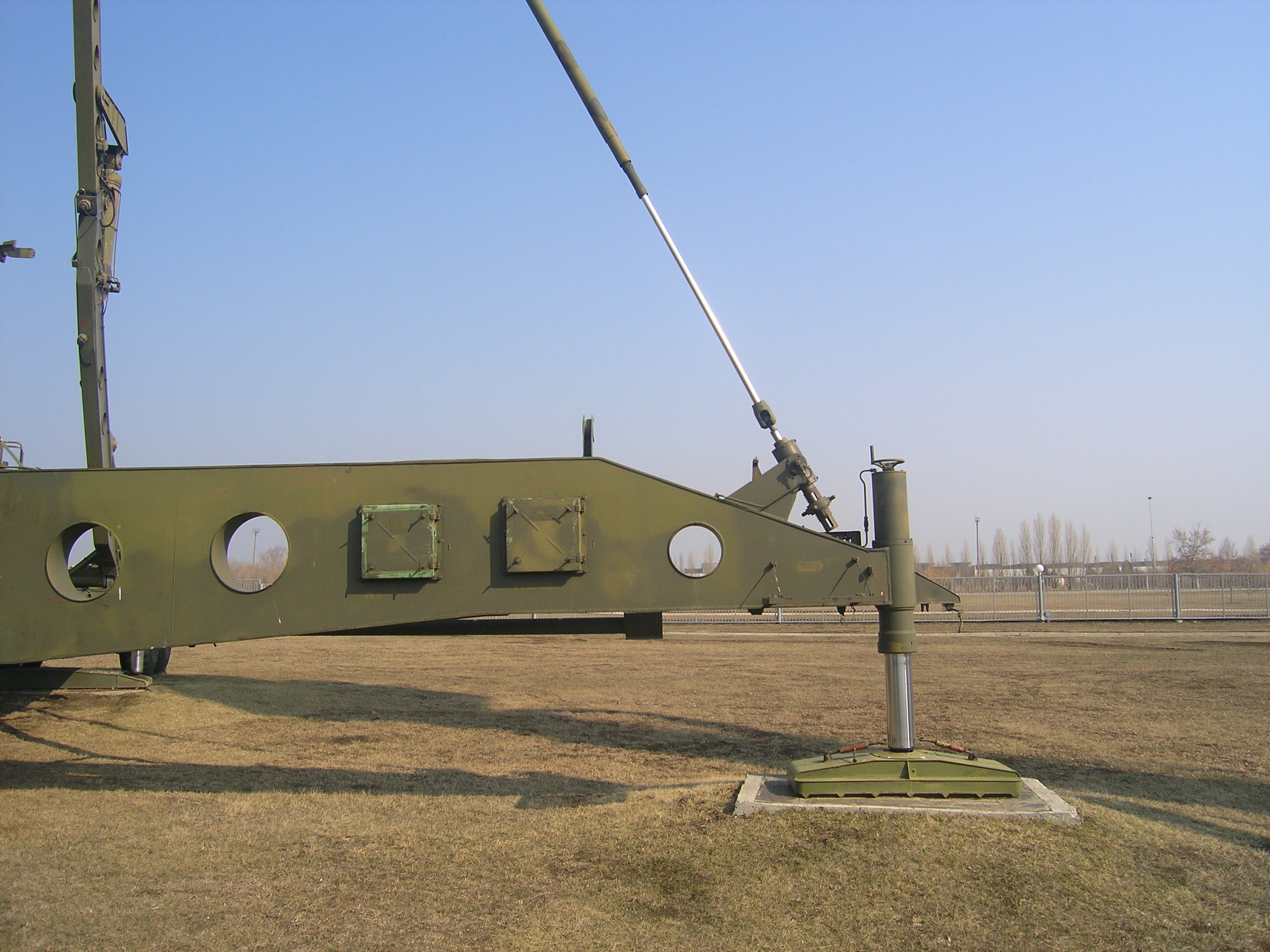
Аутригер радарной установки системы С-300 (см. Общий вид установки)
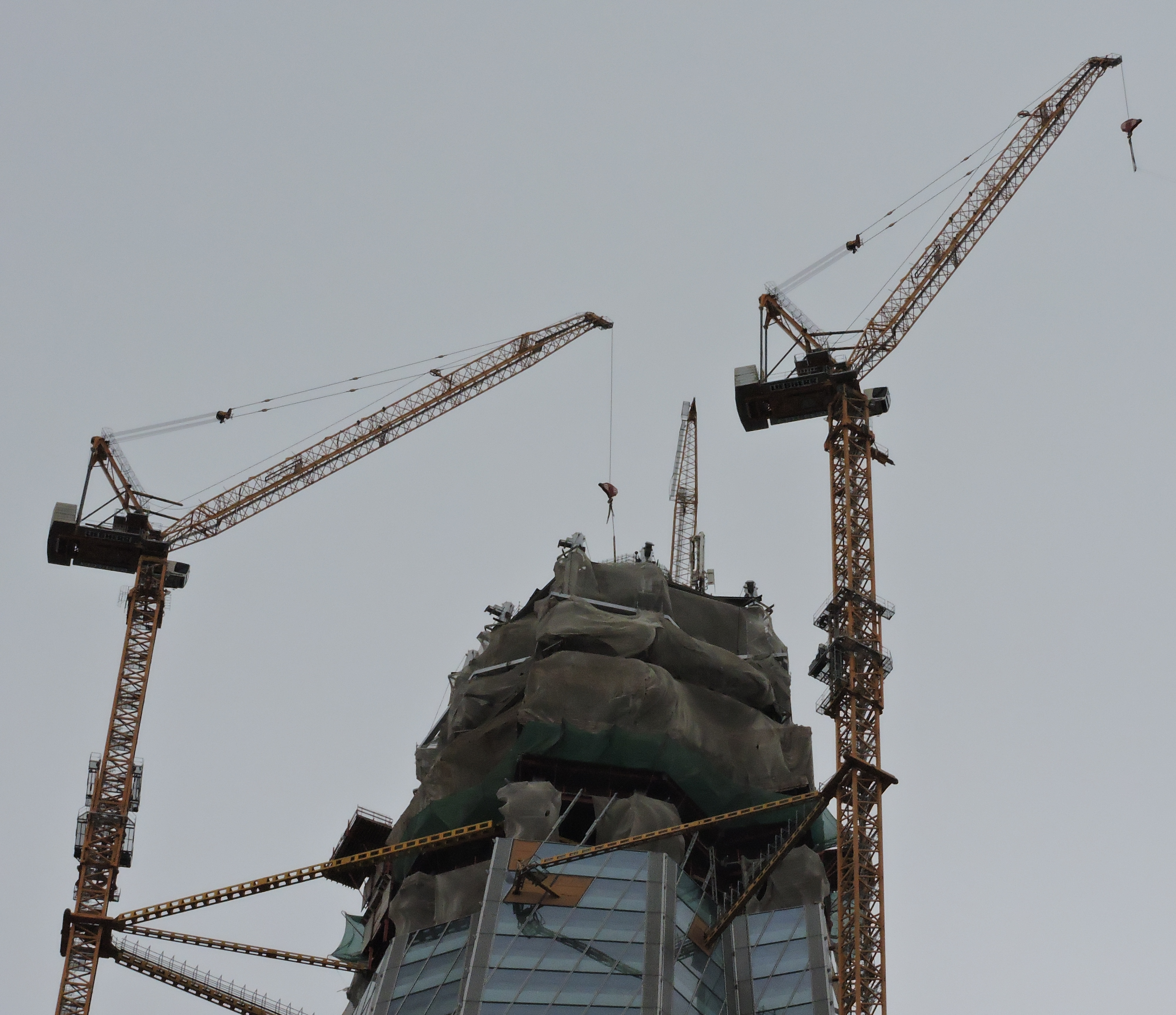
При строительстве высотных зданий башенные краны прикрепляются к зданию консольными балками (аутригерами). На них же могут быть установлены ходки для крановщиков.

В высотных зданиях находится, по крайней мере, одно центральное ядро. Оно включает в себя технические шахты, лестницы, лифты и другие системы обслуживания. Ядро зачастую расположено в центральной части здания, что позволяет открыть панорамный обзор с небоскрёба. А для будущих обитателей высотного здания используют пространства рядом с внешними стенами.
Для связки центрального ядра и наружных колонн небоскрёба используют аутригерные системы.
Аутригерные колонны использовались, например, в проекте строительства Башни "Федерация" в Москве и Лахта-центр в Санкт-Петербурге.